# Thaumetopoea wilkinsoni
Thaumetopoea wilkinsoni is een vlinder uit de familie tandvlinders (Notodontidae). De wetenschappelijke naam is voor het eerst geldig gepubliceerd in 1926 door Tams.
De soort komt voor in Europa.